# Russia Open 2014
Die Russia Open 2014 im Badminton fanden vom 22. bis zum 27. Juli 2014 in Wladiwostok statt.

## Austragungsort
- Sports Hall Olympic, Wladiwostok

## Sieger und Platzierte
| Disziplin    | Gold                         | Silber                         | Bronze                            |
| ------------ | ---------------------------- | ------------------------------ | --------------------------------- |
| Herreneinzel | Vladimir Ivanov              | Riichi Takeshita               | Kazumasa Sakai                    |
| Herreneinzel | Vladimir Ivanov              | Riichi Takeshita               | Vladimir Malkov                   |
| Dameneinzel  | Aya Ohori                    | Shizuka Uchida                 | Nozomi Okuhara                    |
| Dameneinzel  | Aya Ohori                    | Shizuka Uchida                 | Kaori Imabeppu                    |
| Herrendoppel | Kenta Kazuno Kazushi Yamada  | Takuto Inoue Yūki Kaneko       | Vladimir Ivanov Ivan Sozonov      |
| Herrendoppel | Kenta Kazuno Kazushi Yamada  | Takuto Inoue Yūki Kaneko       | Hiroyuki Saeki Ryota Taohata      |
| Damendoppel  | Yuriko Miki Koharu Yonemoto  | Mayu Matsumoto Wakana Nagahara | Ayane Kurihara Naru Shinoya       |
| Damendoppel  | Yuriko Miki Koharu Yonemoto  | Mayu Matsumoto Wakana Nagahara | Misato Aratama Megumi Taruno      |
| Mixed        | Ryota Taohata Misato Aratama | Ivan Sozonov Olga Morozova     | Rodion Kargaev Ekaterina Bolotova |
| Mixed        | Ryota Taohata Misato Aratama | Ivan Sozonov Olga Morozova     | Evgeny Dremin Evgeniya Dimova     |